# Raymond Étienne
Pour les articles homonymes, voir Étienne.
Raymond Étienne, de son nom complet Raymond Pierre Étienne, né le 5 août 1940 à Longeville-lès-Metz et mort le 17 avril 2023 à Thionville, est devenu responsable de la communauté Emmaüs de Peltre, près de Metz, en 1967, et est resté responsable de cette communauté jusqu'à sa retraite en 2009, soit 42 ans.  

## Rôle dans la construction d'Emmaüs France et de la Fondation Abbé Pierre
Impliqué dans la construction d'Emmaüs France depuis 1978, il en devient le premier président à la création officielle de l'association en 1985. 
En 1988, il crée la Fondation Abbé-Pierre pour le logement des défavorisés, branche du Mouvement Emmaüs spécialisée dans la lutte contre le mal logement. 
Il reçoit la Légion d'honneur en 1992, année où la Fondation Abbé-Pierre est reconnue d'utilité publique.
En 2009, Raymond Étienne prend sa retraite après 42 ans comme responsable de la communauté Emmaüs de Metz. Il est resté président de la Fondation Abbé-Pierre pour le logement des défavorisés jusqu'au 16 mai 2017.

## Décorations
- Chevalier de la Légion d'honneur (5 juillet 1992)[1]
- Officier de l'ordre national du Mérite (1998)
- Officier de la Légion d'honneur (2013)[1]